# Magne Thomassen
Magne Arnfinn Thomassen (ur. 1 maja 1941 w Melhus) – norweski łyżwiarz szybki, srebrny medalista olimpijski i trzykrotny medalista mistrzostw świata.

## Kariera
Startował zarówno w sprintach jak i na długich dystansach. W 1964 roku wystartował na igrzyskach olimpijskich w Innsbrucku, zajmując 21. miejsce w biegu na 500 m i dziewiąte na 1500 m. Na rozgrywanych cztery lata później igrzyskach w Grenoble zdobył srebro w biegu na 500 m (ex aequo z broniącym tytułu Amerykaninem Terrym McDermottem), przegrywając tylko z Erhardem Kellerem z RFN. Na tych samych igrzyskach był też czwarty na 1500 m, przegrywając walkę o medal z Ardem Schenkiem z Holandii. W 1968 roku był też drugi za Schenkiem podczas mistrzostw świata w wieloboju w Göteborgu. Wynik ten powtórzył na mistrzostwach w Oslo w 1970 roku, zdobywając w tym samym roku również brązowy medal na mistrzostwach świata w wieloboju sprinterskim w West Allis. W 1968 roku w Davos ustanowił rekord świata na dystansie 1500 m.

### Mistrzostwa świata
- Mistrzostwa świata w wieloboju
  - srebro – 1968, 1970
- Mistrzostwa świata w wieloboju sprinterskim
  - brąz – 1970